# سم هانتیگتون
سم هانتیگتون (به انگلیسی: Sam Huntington) (متولد ۱ آوریل ۱۹۸۲) یک بازیگر آمریکایی است. بیشتر معروفیت او بخاطر بازی در نقش یک گرگینه به اسم جاش لویسون در سریال انسان بودن است که در حال حاضر از شبکه سای فای در حال پخش است.
همچنین از فیلم‌های معروف او می‌توان به بازی در فیلم ورونیکا مارس، دور از خانه، دیترویت راک سیتی، در دستان دشمن و دیلن داگ : مرگ شب اشاره کرد.